# Nephtys serratus
Nephtys serratus är en ringmaskart som beskrevs av Hartman 1953. Nephtys serratus ingår i släktet Nephtys och familjen Nephtyidae. Inga underarter finns listade i Catalogue of Life.